# جون بوش (موسيقي)
جون بوش (بالإنجليزية: John Bush)‏ هو موسيقي ومغني أمريكي، ولد في 24 أغسطس 1963 في لوس أنجلوس في الولايات المتحدة.

## وصلات خارجية
- الموقع الرسمي
- جون بوش على موقع IMDb (الإنجليزية)
- جون بوش على موقع ميوزك برينز (الإنجليزية)
- جون بوش على موقع أول ميوزيك (الإنجليزية)
- جون بوش على موقع ديسكوغز (الإنجليزية)